# Woman to Woman (album)
Woman to Woman è il quinto album discografico in studio della cantante statunitense Keyshia Cole, pubblicato nel 2012.

## Tracce
1. Enough of No Love (featuring Lil Wayne) – 3:49 (Keyshia Cole, Harmony Samuels, Sean Fenton, Dwayne Carter)
2. Zero (featuring Meek Mill) – 4:08 (Cole, Vidal Davis, Tyler Williams, Guordan Banks, Jessyca Wilson, Robert Williams)
3. Missing Me – 3:41 (Cole, Eric Hudson, Fenton)
4. Trust and Believe – 4:16 (Cole, Darhyl Camper Jr., Wilson, Banks)
5. Get It Right – 3:50 (Cole, Melvin Hough II, Rivelino Wouter, Banks, Wilson, E. Noel)
6. Woman To Woman (featuring Ashanti) – 3:55 (Cole, Betty Wright, Frederick Taylor, Earl Powell, Walter English III, Ashanti Douglas)
7. Wonderland (featuring Elijah Blake) – 3:53 (Cole, Jerry Duplessis, Fenton, Wilson, Banks, Arden Altino, Akene Dunkley, Olivier Castelli)
8. I Choose You – 4:49 (Jack Splash, Fenton, Lundon Knighten, Cole)
9. Stubborn – 4:20 (Cole, Rodney Jerkins, Paul Dawson, Fenton)
10. Hey Sexy – 3:57 (Cole, Terius Nash, Carlos McKinney)
11. Next Move (featuring Robin Thicke) – 4:35 (Cole, Roosevelt Harrell, David Balfour, Wilson, Banks)
12. Signature – 4:08 (Cole, Ryan Williamson, Banks, Wilson)